# John Cusack
John Paul Cusack (sinh ngày 28 tháng 6 năm 1966) là một nam diễn viên điện ảnh, tác giả kịch bản Hoa Kỳ. Anh từng đoạt giải Nam diễn viên Hứa hẹn nhất 1990 (1990 Most Promising Actor CFCA Award) cho vai diễn trong Say Anything..., Giải Nam diễn viên phụ được ưa thích 1998 (1998 Favorite Supporting Actor) Blockbuster Entertainment Award cho vai diễn trong phim Không tặc (Con Air), và giải 2000 Commitment to Chicago Award. Trong sự nghiệp của mình Cusack có khá nhiều vai diễn, kết quả của một quá trình lao động chăm chỉ, nghiêm túc của ông.

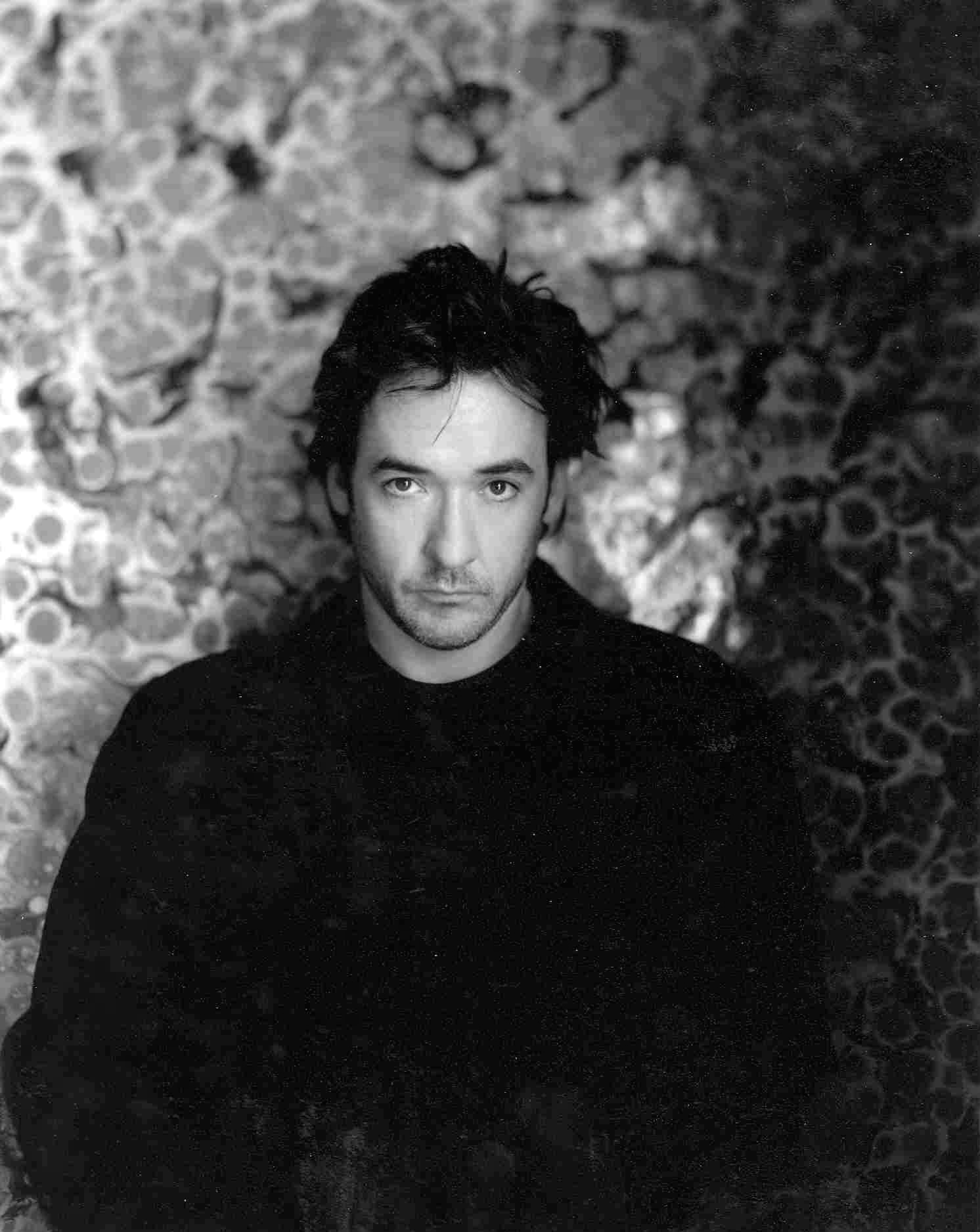

## Các vai diễn
| Năm  | Phim                                                      | Vai diễn                   | Ghi chú khác |
| ---- | --------------------------------------------------------- | -------------------------- | --- |
| 1983 | Class                                                     | Roscoe Maibaum             | |
| 1984 | Sixteen Candles                                           | Bryce                      | |
| 1984 | Grandview, U.S.A.                                         | Johnny Maine               | |
| 1985 | The Sure Thing                                            | Walter (Gib) Gibson        | |
| 1985 | The Journey of Natty Gann                                 | Harry                      | |
| 1985 | Better Off Dead                                           | Lane Meyer                 | |
| 1986 | Stand by Me                                               | Denny Lachance             | |
| 1986 | One Crazy Summer                                          | Hoops McCann               | |
| 1987 | Hot Pursuit                                               | Dan Bartlett               | |
| 1987 | Broadcast News                                            | Angry Messenger            | as John Cusak |
| 1988 | Eight Men Out                                             | George 'Buck' Weaver       | |
| 1988 | Tapeheads                                                 | Ivan Alexeev               | |
| 1989 | Elvis Stories                                             | Corky                      | short subject |
| 1989 | Say Anything                                              | Lloyd Dobler               | |
| 1989 | Fat Man and Little Boy                                    | Michael Merriman           | |
| 1990 | The Grifters                                              | Roy Dillon                 | |
| 1991 | True Colors                                               | Peter Burton               | |
| 1992 | Shadows and Fog                                           | Student Jack               | |
| 1992 | The Player                                                | Self                       | Vai khách mời |
| 1992 | Bob Roberts                                               | Cutting Edge Host          | |
| 1992 | Roadside Prophets                                         | Caspar                     | |
| 1993 | Map of the Human Heart                                    | The Mapmaker               | |
| 1993 | Money for Nothing                                         | Joey Coyle                 | |
| 1994 | Floundering                                               | JC                         | |
| 1994 | Bullets Over Broadway                                     | David Shayne               | |
| 1994 | The Road to Wellville                                     | Charles Ossining           | |
| 1996 | City Hall                                                 | Deputy Mayor Kevin Calhoun | |
| 1997 | Grosse Pointe Blank                                       | Martin Q. Blank            | Also screenplay |
| 1997 | Con Air                                                   | U.S. Marshal Vince Larkin  | |
| 1997 | Anastasia                                                 | Dimitri                    | Lồng tiếng |
| 1997 | Midnight in the Garden of Good and Evil                   | John Kelso                 | |
| 1998 | Hellcab                                                   | Scary man                  | |
| 1998 | This Is My Father                                         | Eddie Sharp, the Pilot     | |
| 1998 | The Thin Red Line                                         | Capt. Gaff                 | |
| 1999 | Pushing Tin                                               | Nick Falzone               | |
| 1999 | Cradle Will Rock                                          | Nelson Rockefeller         | |
| 1999 | Being John Malkovich                                      | Craig Schwartz             | Đề cử - Independent Spirit Award for Best Actor Đề cử - Screen Actors Guild Award - Best Cast                                                                              |
| 1999 | The Jack Bull                                             | Myrl Redding               | Phim điện ảnh chiếu trên TV |
| 2000 | High Fidelity                                             | Rob Gordon                 | Also screenplay Đề cử - BAFTA Award for Best Adapted Screenplay Đề cử - Writers Guild of America Award for Best Adapted Screenplay Đề cử - Golden Globe Award - Best Actor |
| 2001 | America's Sweethearts                                     | Eddie Thomas               | |
| 2001 | Serendipity                                               | Jonathan Trager            | |
| 2002 | Max                                                       | Max Rothman                | |
| 2002 | Adaptation.                                               | Himself                    | Không được ghi danh |
| 2003 | Identity                                                  | Ed                         | |
| 2003 | Breakfast With Hunter                                     | Himself                    | Phim tài liệu |
| 2003 | Runaway Jury                                              | Nicholas Easter            | |
| 2005 | Must Love Dogs                                            | Jake                       | |
| 2005 | The Ice Harvest                                           | Charlie                    | |
| 2006 | Buy the Ticket, Take the Ride: Hunter S. Thompson on Film | Himself                    | Phim tài liệu |
| 2006 | The Contract                                              | Ray                        | |
| 2007 | Martian Child                                             | David                      | |
| 2007 | 1408                                                      | Mike Enslin                | |
| 2007 | Grace Is Gone                                             | Stanley Philipps           | |
| 2008 | War, Inc.                                                 | Brand Hauser               | Writer |
| 2008 | Summerhood                                                | Narrator                   | Không được ghi danh |
| 2008 | Igor                                                      | Igor                       | Lồng tiếng |
| 2008 | Thượng Hải                                                | Paul Soames                | Hậu kỳ |
| 2009 | The Factory                                               | Mike Fletcher              | Hậu kỳ |
| 2009 | 2012                                                      | Jackson Curtis             | filming |
| 2012 | The Raven                                                 | Edgar Allan Poe            | |
| 2012 | The Paperboy                                              | Hillary Van Wetter         | |
| 2013 | The Frozen Ground                                         | Robert Hansen              | Hậu kỳ |
| 2013 | Adult World                                               | Rat Billings               | Hậu kỳ |